# Yelicones koreanus
Yelicones koreanus är en stekelart som beskrevs av Papp 1985. Yelicones koreanus ingår i släktet Yelicones och familjen bracksteklar. Inga underarter finns listade i Catalogue of Life.